# Zhang Zilin
Zhang Zilin, chiń.: 张梓琳, pinyin: Zhāng Zǐlín (ur. 22 marca 1984 w Shijiazhuang) – chińska modelka i aktorka, Miss World 2007 – pierwsza Chinka, która zdobyła ten tytuł.